# Gundersdorf
Gundersdorf är en ort i Österrike. Den ligger i kommunen Sankt Stefan ob Stainz i förbundslandet Steiermark, 160 kilometer sydväst om huvudstaden Wien. Orten var till och med 2014 huvudort i kommunen Gundersdorf som även omfattade orten Grubberg.